# Vismia guianensis
Vismia guianensis är en johannesörtsväxtart som först beskrevs av Jean Baptiste Christophe Fusée Aublet, och fick sitt nu gällande namn av Dc.. Vismia guianensis ingår i släktet Vismia och familjen johannesörtsväxter.

## Underarter
Arten delas in i följande underarter:
- V. g. acuminata
- V. g. goeldiana
- V. g. manaosensis
- V. g. paraensis
- V. g. pulverulenta
- V. g. villosissima

## Bildgalleri

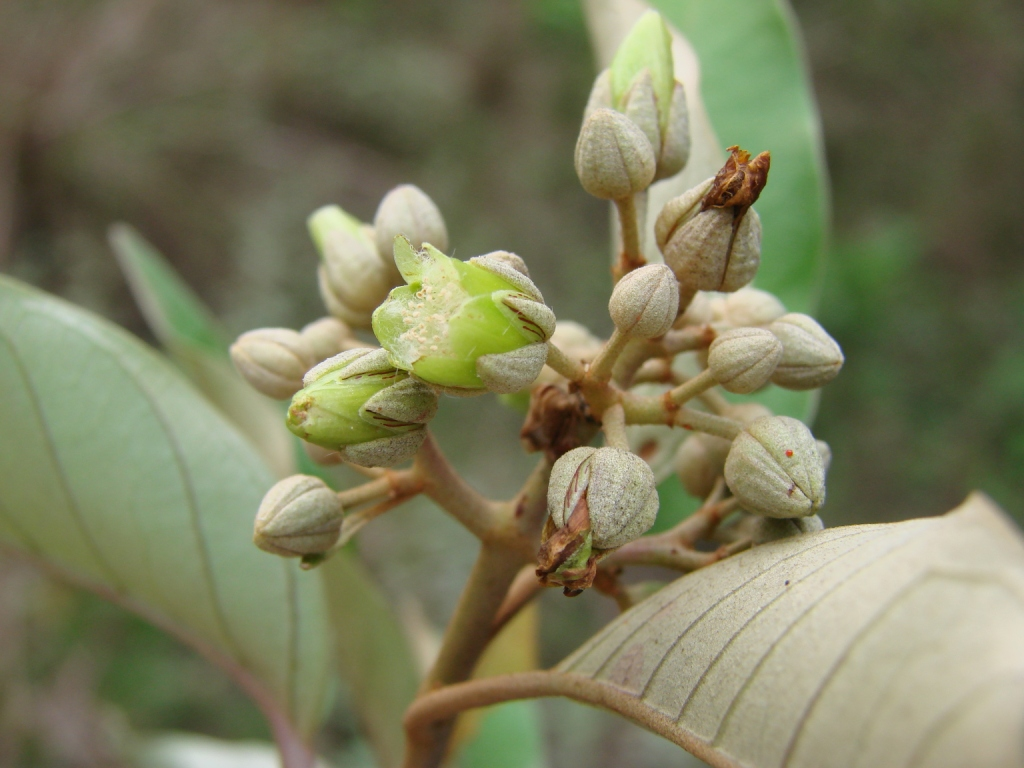
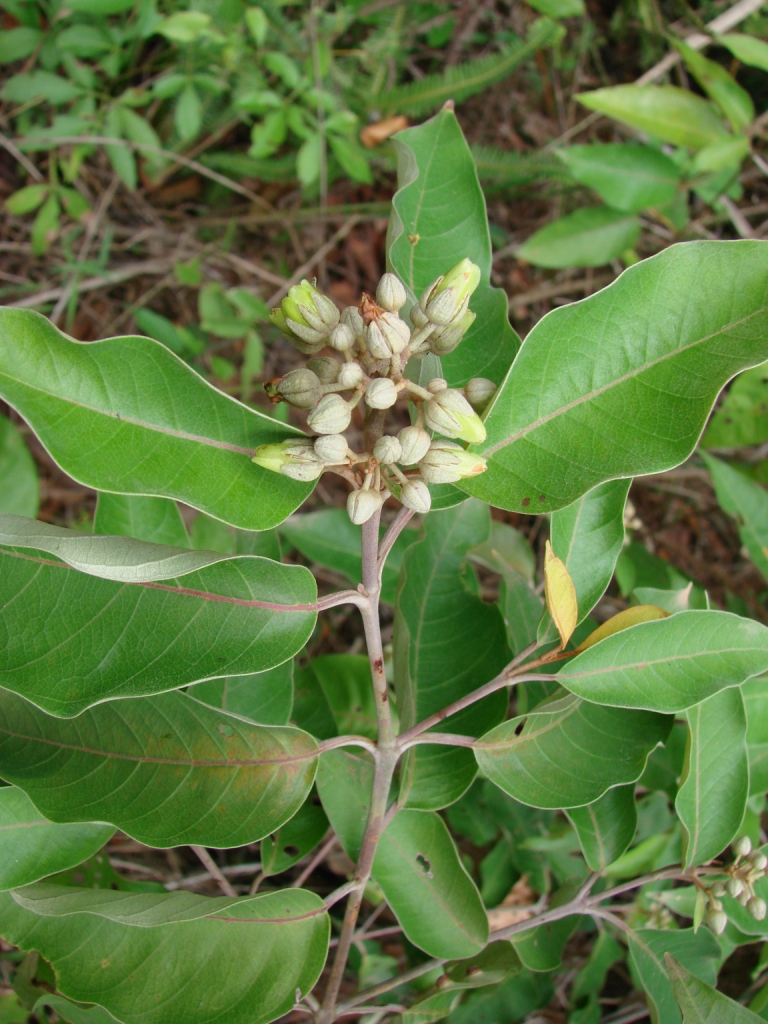
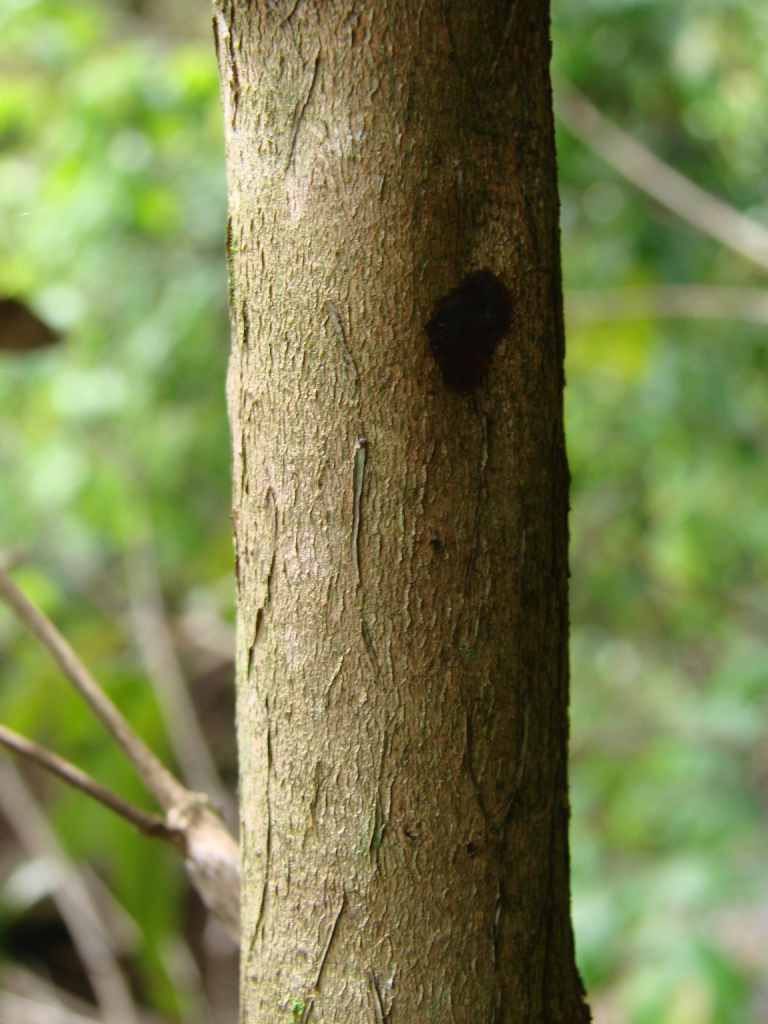